# 4253 Märker
4253 Märker là một tiểu hành tinh vành đai chính với chu kỳ quỹ đạo là 1549.6706240 ngày (4.24 năm).
Nó được phát hiện ngày 11 tháng 10 năm 1985.